# Barbara Gaskin
Barbara Gaskin (* 5. června 1950 Hatfield, Anglie) je britská zpěvačka. V roce 1969 nastoupila do skupiny Spirogyra, kde zpívala až do roku 1974. Od osmdesátých let působí v duu s klávesistou Davidem Stewartem. Zpívala i na albech jiných interpretů, mezi které patří například skupiny Egg, Hatfield and the North nebo hudebníci Peter Blegvad, Mont Campbell a Jane Wiedlinová.